# Kelmiküla
Kelmiküla is een subdistrict of wijk binnen het stadsdistrict Põhja-Tallinn in Tallinn, de hoofdstad van Estland. De wijk ligt ten noordwesten van Vanalinn, de historische binnenstad. In de wijk ligt het Baltische station.
De wijk had 1.373 inwoners op 1 januari 2020.

## Geschiedenis

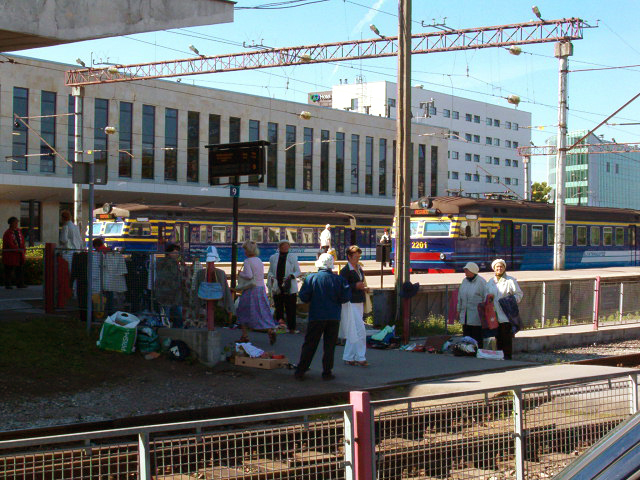
Het Baltische station

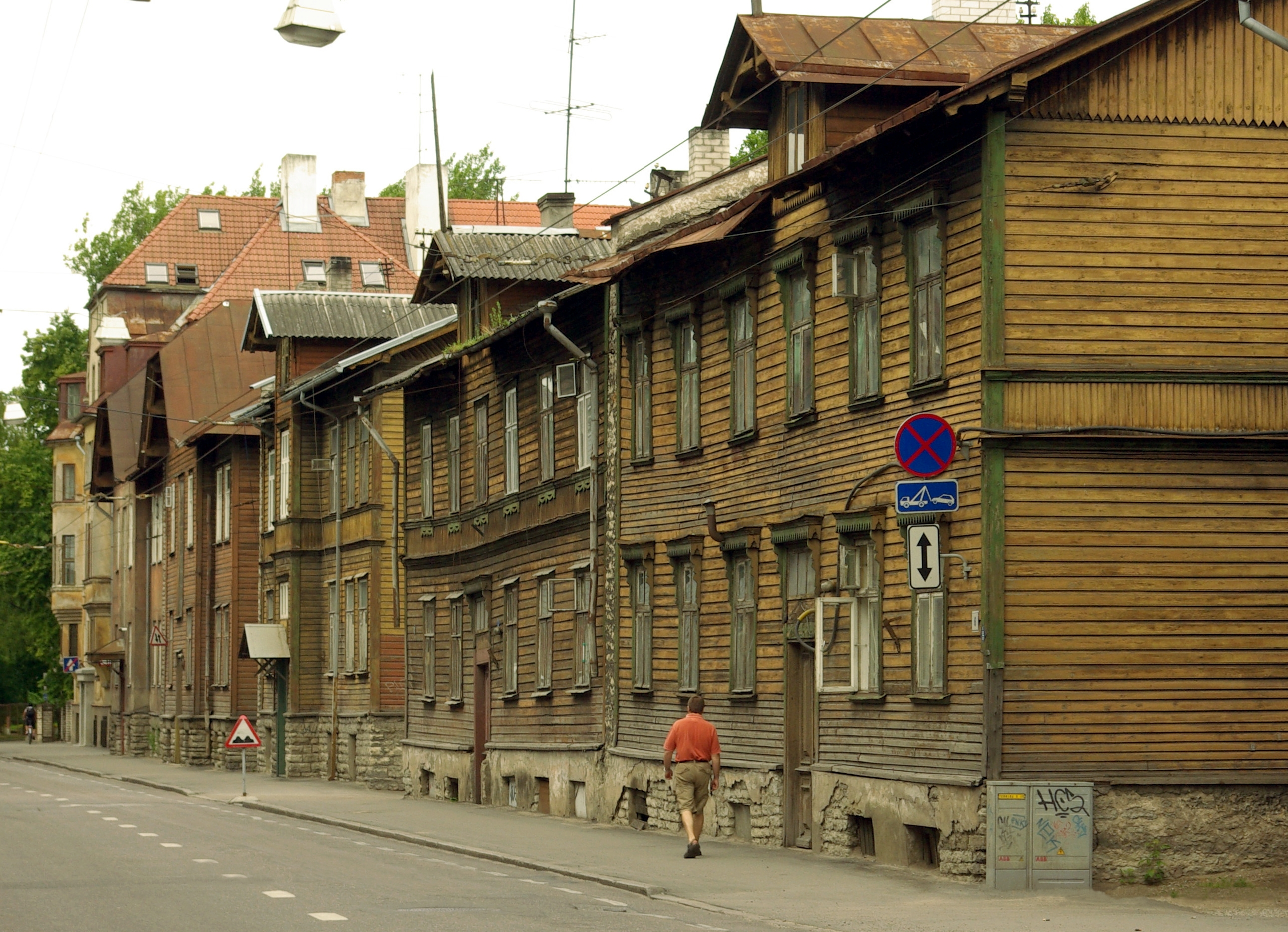
Houten huizen aan de Tehnika tänav

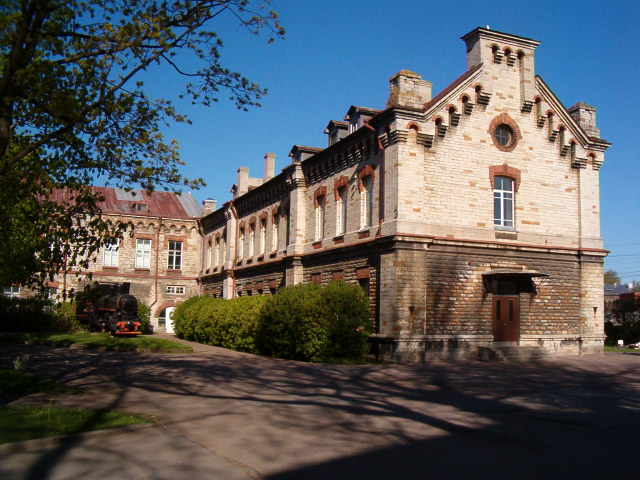
Hoofdgebouw van de transportschool

Kelmiküla was in het begin van de 19e eeuw een uit houten huisjes opgetrokken voorstad van Tallinn met een slechte reputatie. De naam betekent ‘schurkendorp’.
De wijk kreeg een impuls toen in oktober 1870 het Baltische station werd geopend en veel personeel van de spoorwegen zich in de wijk vestigde. Het stationsgebouw werd tijdens de Tweede Wereldoorlog vernield. Het huidige station dateert uit de jaren zestig van de 20e eeuw. Een hotel (Hotel Shnelli) en een casino zijn tegen het station aan gebouwd. In het station zelf is sinds november 2013 een Selver-supermarkt gevestigd. Het station is door een tunnel verbonden met het Dompark aan de voet van Toompea, het hooggelegen deel van de historische binnenstad.
Sinds 1880 kent de wijk een ‘transportschool’ (Tallinna transpordikool), waar functionarissen bij de spoorwegen en tegenwoordig ook andere transportdeskundigen worden opgeleid.
De wijk bestaat voor een deel nog uit 19e-eeuwse houten huizen met twee of drie verdiepingen en voor een ander deel uit nieuwbouw, die doorgaans na 1990 is gebouwd.

## Vervoer
De Kopli tänav is de weg die de grens vormt met de wijk Kalamaja. Over die weg lopen de tramlijnen 1 van Kopli naar Kadriorg en 2 van Kopli naar Ülemiste.
De grens met Vanalinn, de historische binnenstad, wordt gevormd door de Toompuiestee (‘Dompromenade’, naar de vlakbijgelegen Domberg of Toompea). In de tijd van de Sovjetbezetting heette deze weg Joeri Gagarinallee (Juri Gagarini puiestee) naar de ruimtevaarder Joeri Gagarin. Over de Toompuiestee lopen de trolleybuslijnen 4 (Mustamäe-Baltisch Station) en 5 (Mustamäe-Baltisch Station langs een andere route). Ook een aantal buslijnen komt langs het Baltisch Station.
Een andere belangrijke weg door de wijk is de Tehnika tänav, die begint in de wijk Veerenni, verderop de grens vormt tussen Kelmiküla en Kassisaba, dan Kelmiküla in gaat en daar uitkomt op de Toompuiestee.